# Zygia oriunda
Zygia oriunda é uma espécie vegetal da família Fabaceae.
Apenas pode ser encontrada no Peru.